# Січень 2015
Січень 2015 — перший місяць 2015 року, що розпочався в четвер 1 січня та закінчився в суботу 31 січня.

## Події
- 1 січня

- - У Раді безпеки ООН розпочали роботу п'ять нових непостійних членів — Ангола, Венесуела, Іспанія, Малайзія, Нова Зеландія [1]

- 4 січня
  - Археологи оголосили про відкриття гробниці невідомої раніше давньоєгипетської цариці Хентакавесс ІІІ [2]

- 7 січня
  - Здійснено напад на редакцію французької сатиричної газети Charlie Hebdo в Парижі [3]

- 8 січня
  - Вчені винайшли антибіотик нового класу — теіксобактин, — який є активним проти грам-позитивних бактерій, що виробили резистетність до поширених антибіотиків [4]

- 13 січня
  - Поблизу міста Волноваха проросійські терористи обстріляли рейсовий автобус, унаслідок чого загинули принаймні 12 людей [5]

- 18 січня
  - Катастрофа літака Ан-26 в Абу-аз-Зухурі.

- 22 січня
  - Помер 90-річний король Саудівської Аравії Абдалла, новим королем став 79-річний Салман ібн Абдул-Азіз Аль Сауд [6]
  - У результаті обстрілу транспортної зупинки в Донецьку загинуло щонайменше семеро людей. Того ж дня Рада безпеки ООН у заяві закликала провести об'єктивне розслідування та притягти винних до правосуддя [7]

- 24 січня
  - 9 осіб загинуло та близько сотні отримали поранення після артилерійських обстрілів російськими терористами житлових кварталів Маріуполя [8]

- 27 січня
  - Верховна Рада визнала Росію країною-агресором [9]

- 28 січня
  - Росія, у зв'язку з відмовою звільнити Надію Савченко, припинила роботу в ПАРЄ до кінця року [10]

- 31 січня
  - Серджіо Матареллу обрано президентом Італії [11]